# Стопира, Янник
Янни́к Стопира́ (фр. Yannick Stopyra; 9 января 1961 года, Труа) — французский футболист, нападающий.

## Клубная карьера
Янник начал свою профессиональную карьеру в «Сошо» с которым добился отличных результатов (2 место в чемпионате Франции 1979/80, полуфинал кубка УЕФА на следующий год). На сезон 1983/84 Янник перебрался в «Ренн», однако успехов не добился и перешёл в «Тулузу».

## Карьера в сборной
Свой первый матч за сборную Франции Стопира провел осенью 1980 году с Грецией. Участник Чемпионата мира 1986. Забил на групповом этапе венграм, в 1/8 финала провел мяч в ворота сборной Италии, а в 1/4 точно исполнил пенальти против сборной Бразилии.